# Amt Parchimer Umland
Amt Parchimer Umland – niemiecki związek gmin leżący w kraju związkowym Meklemburgia-Pomorze Przednie, w powiecie Ludwigslust-Parchim. Siedziba związku znajduje się w miejscowości Parchim.
W skład związku wchodzi dziesięć gmin:
1. Domsühl
2. Groß Godems
3. Karrenzin
4. Lewitzrand
5. Obere Warnow
6. Rom
7. Spornitz
8. Stolpe
9. Ziegendorf
10. Zölkow

## Zmiany administracyjne
25 maja 2014 gmina Severin została połączona z gminą Domsühl, a gminę Damm przyłączono do miasta Parchim.